# Bas harmonika
Bas harmonika je različica klavirske harmonike, le da z njo igramo nižje tone. Ima samo črno-bele tipke na desni strani, ne pa tudi basovskih gumbo, kot klavirska harmonika. Večinoma se uporablja v harmonikarskih orkestrih.